# 이고르 시소예프
이고르 블라디미로비치 시소예프(러시아어: Игорь Владимирович Сысоев)는 러시아의 소프트웨어 공학자이다. 2004년 10월, 그는 Nginx 웹 서버, 리버스 프록시, 부하 분산기 및 HTTP 캐시 소프트웨어를 출시하고 NGINX, Inc.를 설립했다.
시소예프는 1970년에 태어나 당시 카자흐 소비에트 사회주의 공화국의 알마아타라고 불리던 카자흐스탄, 알마티에서 자랐다. 시소예프는 1994년 바우만 모스크바 국립 공과 대학교를 졸업했다. 졸업 후 그는 모스크바에서 살았다.
2019년 12월 13일, 시소예프는 Nginx 초기 버전을 작성할 당시 시소예프가 2000년대에 램블러의 직원이었다는 주장에 근거하여 저작권 주장과 관련하여 당국에 구금되었다. 2019년 12월 16일, 램블러의 46.5%를 소유한 러시아 국영 대출 기관인 스베르방크는 램블러 이사회의 임시 회의를 소집하여 램블러 경영진에게 러시아 법 집행 기관에 형사 소송 추적을 중단하고 Nginx 및 그 소유주인 F5와 협상을 시작하도록 요청했다.
2022년 1월 18일, 시소예프가 "친구 및 가족과 더 많은 시간을 보내고 개인 프로젝트를 추구하기 위해" Nginx와 F5를 떠났다고 발표되었다.

## 전기

### 초기 생활
이고르는 당시 소련의 일부였던 카자흐스탄의 작은 마을에서 소련군 가정에서 태어났다. 나중에 그의 아버지는 알마아타로 전근했고, 이고르는 18세까지 그곳에서 살았다. 그의 컴퓨터 경험은 지역 소년 궁전 (청소년 센터)의 야마하 MSX 컴퓨터로 시작되었다. 그는 자신의 첫 프로그램이 I와 1을 혼동하는 것과 같은 작은 실수로 버그가 있어 실행되지 않았다고 회상한다.
시소예프는 1987년에 고등학교를 졸업하고 러시아 소비에트 연방 사회주의 공화국 모스크바의 MGTU im. 바우마나 (공과대학교)에 입학하려고 했으나 첫 시도에서 실패했다. 집으로 돌아와 그는 소련 지질학부 산하 교원 교육 연구소의 실험실에서 일하기 시작했다. 그곳에서 그는 오래된 이스크라-2 PC에서 베이직으로 코딩을 시작했다.
그의 첫 번째 중요하고 배포 가능한 프로그램은 1989-1990년에 생성된 안티바이러스 AV로, 100 KB에 달하는 어셈블리어 코드로 전적으로 작성되었다. 이 프로그램은 당시 소련에서 맹위를 떨치던 여러 알려진 바이러스(마리화나, 소피아, 비엔나 등)를 검색할 수 있었고, 실행 파일로 복사되어 점차 인기를 얻었으며, 심지어 생산 공장에도 설치되었다. 고마운 사용자들은 더 많은 변종 바이러스를 계속 보냈고, 이는 새 버전에 포함되었지만, 1992년까지 이고르는 업데이트에 대한 흥미를 잃었다.
1994년에 졸업하면서 그는 석유 회사의 시스템 관리자로 1년간 일한 경험이 있었고, 그 회사에서 거의 7년간 머물렀다. 그는 인터넷 상점 XXL.RU에서 6개월을 보냈고, 2000년 11월 13일 러시아의 선도적인 웹 포털 중 하나인 램블러에 합류했다.

### 램블러와 아파치 모듈
그곳에서 그는 시스템 관리자로 일했을 뿐만 아니라 여가 시간에 코딩을 재개하여 여러 아파치 모듈을 개조했다.
2001년 가을, 그는 아파치보다 더 가볍고 성능이 좋은 웹 서버를 코딩할 아이디어를 구상했다. 관리자이자 코더로서 충분한 경험을 쌓은 그는 자신의 프로그램의 많은 원칙을 비슷하게 만들었지만, 코드 자체는 처음부터 독창적이었다. 이 작업은 2002년경에 시작되었다.

### Nginx
Nginx의 개발은 이고르가 아파치를 실행하는 램블러 서버를 2년간 관리한 후 2002년에 시작되었지만, 이 서버는 단일 서버에서 1000명 이상의 사용자를 처리할 수 있는 확장성이 부족했다. 서버 수를 늘리는 것이 도움이 될 수 있었지만, 자체적인 문제를 일으켰고, 이고르는 서버 내에서 확장을 수행하여 가능한 연결 수를 늘리는 아이디어를 구상했다. 처음에는 단순한 기술적 호기심에 이끌렸지만, 약 2년 후 Zvuki.ru 음악 웹 라이브러리에서 시도해 보라는 제안을 받았다.
첫 고객 중에는 Zvuki.ru, 에스토니아 데이팅 서비스 Rate.ee, 러시아 데이팅 서비스 Mamba.ru가 있었다. 이고르는 홍보를 할 능력이나 의지가 없었기 때문에 홍보 노력이 전혀 없었다.
그는 자신의 웹사이트에 프로그램 업데이트를 계속 게시했고, 사용자들은 문서와 도움으로 이를 지원했다. 오스트리아의 한 사용자가 이를 영어로 번역하기 시작했고, 이는 2006년에 첫 영어 사용자로 이어졌다.
2007년 이고르는 넷크래프트의 통계를 보고 놀랐는데, Nginx가 모든 웹 서버의 4%를 차지했으며, 많은 고객이 중화인민공화국에 거주하고 있었다.
이고르는 인기 있는 아파치 서버와의 주요 차이점을 회상한다. 즉, 단일 실행 프로세스에서 여러 사용자와 함께 작업할 수 있어 메모리와 CPU 리소스를 절약할 수 있다는 점이다.
마케팅과 판매에 대한 그의 반감 때문에 이고르는 상업 회사를 시작하려 하지 않았지만, 첫 투자가들이 그에게 접근하기 시작했고, 2010년에는 회사 공동 조직 창립자가 될 막심 코노발로프와 만남을 가졌다. 회사 설립에 영향을 미친 또 다른 요인은 2010년 12월 IT에 투자하는 러시아의 기업가인 세르게이 벨루소프와의 이고르의 만남이었다. 그는 이고르에게 상업 사업을 시작하기에 적절한 "시장 모멘텀"이라는 아이디어를 소개했다.

### 회사 설립
이 회사는 처음부터 국제적인 야망을 가지고 있었는데, 이는 투자를 유치하는 데 도움이 되었고 제품이 전 세계적으로 매력적이었기 때문이며, 러시아 시장은 너무 작고 유료 지원 모델을 받아들일 준비가 되어 있지 않았기 때문이었다. 두 소유주는 국제 판매 절차에 대해 거의 알지 못했고 빠르게 기술을 습득할 것이라고 기대하지 않았다. 이는 미국 지사를 열고 미국 이사를 고용하는 목표를 촉발시켰다.
회사는 한동안 레이더망에 포착되지 않았고, 고객들은 상업적 지원 옵션을 알지 못했다. 이고르는 2011년의 자신의 서신이 순진했다고 회상하는데, 이는 오픈 소스 프로젝트에 대한 기술 지원을 판매한다는 아이디어를 제안했기 때문이다. 그것은 당시 인기 있는 추세였지만, 성공할 수 있는 회사는 거의 없었다.
2013년까지 회사는 구독 서비스인 Nginx Plus의 유료 고객이 없었지만, 넷플릭스와 협력하여 FreeBSD와 Nginx를 기반으로 한 CDN 서버 네트워크를 구축하는 데 도움을 주었다. 이 제휴는 각 서버의 트래픽을 1 Gbit/s에서 10 Gbit/s로, 그리고 40 Gbit/s로 빠르게 향상시킬 수 있었다.
같은 해 회사는 무료 버전의 수백만 명의 사용자와 추가 모듈에 대해 비용을 지불하는 1500명 이상의 고객을 보유했다. 그들의 마케팅 능력은 제로였다고 이고르는 회상하며, 회사는 2013년에 레드햇의 전 부사장이었던 거스 로버트슨을 고용하여 이를 상쇄했다.
회사는 2013년에 10~13명의 직원을 보유했으며 2019년까지 5개국(러시아, 미국, 아일랜드섬, 싱가포르, 오스트레일리아)에서 250명으로 성장했으며, 이 중 70명은 공학자였고, 33명의 직원은 모스크바에 위치했다.

## 같이 보기
- NGINX, Inc.